# Tour de la Quarantaine
Pour les articles homonymes, voir Quarantaine (homonymie).
La tour de la Quarantaine, appelée aussi le château de la Quarantaine, est une forteresse templière de Terre Sainte construite sur le mont de la Tentation, surplombant les jardins d'Abraham.

## Sources
1. ↑  Alain Demurger, Chevaliers du Christ, les ordres religieux-militaires au Moyen Âge, Seuil, 2002, 2.02.049888.X